# Auchan
«Аша́н» (фр. Auchan) — французская корпорация, представленная во многих странах мира. Один из крупнейших в мире операторов розничных сетей (в том числе сети продуктовых гипермаркетов Auchan). Розничная сеть Auchan Retail является основной составляющей группы ELO, а она, в свою очередь, контролируется семейной корпорацией «Ассоциация семьи Мюлье». Штаб-квартира располагается в городе Круа (Франция).

## Название
Название «Auchan» — омофон слов фр. Hauts champs — «Верхние поля» (название квартала Рубе, где был открыт первый магазин); другим омофоном является фр. au chant — птичья «трель», на что указывает изображённая на логотипе зарянка.
В России, Украине и Таджикистане компания использует транскрипцию Ашан, хотя правильная русская транскрипция названия — Ошан. Вариант «Ашан» принят для сохранения в начале названия буквы А, используемой в логотипе.

## История
Компания основана в 1961 году во французской коммуне Рубе (расположена близ Лилля). Её основал Жерар Мюлье, происходивший из семьи текстильных магнатов, владельцев компании Phildar. Первый магазин, открытый в 1961 году, вскоре обанкротился. В 1967 году Жерар Мюлье решил попробовать новый формат торговли — гипермаркеты, первый из них был открыт в Ронке. Уже в первый год работы его продажи составили 70 млн франков, а к середине 1970-х годов оборот сети гипермаркетов Auchan превысил 2 млрд франков. Популярности сети способствовали около 200 наименований товаров, продаваемых под собственной торговой маркой по цене значительно ниже аналогов. С 1977 года сотрудники Auchan начали получать бонусы акциями компании.
В 1979 году была куплена 50-процентная доля в сети хозяйственных магазинов Leroy Merlin, а в 1981 году она была поглощена полностью. На рынок Испании Auchan вышел в 1981 году, открыв в Сарагосе супермаркет под названием Alcampo. В конце 1980-х годов компания открыла первый гипермаркет в Италии, а также вышла на рынок США, но закрепиться на нём не смогла, к концу 1990-х годов остался только один гипермаркет Auchan в Хьюстоне, в 2003 году был закрыт и он.
В середине 1990-х годов во Франции были введены строгие ограничения на открытие новых гипермаркетов; к этому времени сеть Auchan насчитывала 80 гипермаркетов с общим оборотом 64 млрд франков, компания занимала 6-е место на розничном рынке Франции. Следующим этапом развития стало поглощение в 1997 году конкурирующей компании Docks de France, владевшей сетями гипермаркетов Mammouth и супермаркетов Atac. Также в 1997 году была поглощена португальская сеть Pao de Açucar. В конце 1990-х годов были открыты гипермаркеты Auchan в Польше, Венгрии, Таиланде, КНР, Аргентине и Мексике.
16 ноября 2015 года структура «Группы Ашан» была трансформирована в Auchan Holding, который включал в себя три крупных автономных организации: Auchan Retail (розничная торговля), Immochan (торговая недвижимость) и Oney Banque Accord (банковские услуги). 11 марта 2021 года на общем собрании акционеров было принято решение о преобразовании Auchan Holding в группу ELO с двумя дочерними структурами, Auchan Retail (розничная торговля) и New Immo Holding (операции с недвижимостью), также ей принадлежит доля 49,9 % в финансовой компании Oney.
В августе 2022 года в Испании было куплено 235 супермаркетов. В декабре 2023 года у Groupe Casino было куплено ещё более 300 супермаркетов и гипермаркетов (совместно с Les Mousquetaires).

## Собственники и руководство
Группа ELO контролируется семьёй Мюлье, её члены владеют 98 % акций, остальные 2 % акций принадлежат сотрудникам (86 тысяч сотрудников являются держателями акций). Семье Мюлье через Association Familiale Mulliez принадлежит ещё ряд компаний, преимущественно в сфере торговли, включая Decathlon (спорттовары) и Leroy Merlin (хозтовары). Никто из членов семьи Мюлье не является миллиардером, так как все они имеют равную долю состояния в каждой компании, это одно из главных правил семьи, скреплённых договором. Семья Мюлье насчитывает около 700 членов.
Антуан Гролен (Antoine Grolin, род. в 1976 году) — генеральный директор группы ELO с ноября 2023 года, член правления Ассоциации семьи Мюлье с 2014 года.

## Деятельность
Выручка группы ELO за 2023 год составила 32,9 млрд евро, из них 98 % пришлось на розничную торговлю (Auchan Retail), 2 % — на недвижимость (New Immo Holding). На Францию пришлось 52 % выручки, на остальную Западную Европу — 21 %, на Центральную и Восточную Европу — 26 %, на Африку — 1 %.
Сеть Auchan Retail по состоянию на 2023 год насчитывала 2354 торговые точки в 12 странах, а также интернет-магазин, персонал состоял из 154 тысяч сотрудников. Торговля осуществляется под марками Auchan и Alcampo (гипермаркеты), Auchan City, Atac, Elea и Simply Market (супермаркеты).
New Immo Holding состоит из 2 компаний:
- Foncière Ceetrus — владение торговой и офисной недвижимостью в Европе и Западной Африке, включая 224 торговых центра, 1,8 млн м² арендных площадей;
- Nhood — управление недвижимостью, портфолио включает около 1000 объектов общей стоимостью 14 млрд евро.

Oney — финансовая компания, основной специализацией является краткосрочное кредитование (Покупай сейчас, плати потом). Является совместным предприятием с Groupe BPCE; была основана в 1983 году, ранее называлась Banque Accord.

### Показатели деятельности

Распределение доходов от деятельности Auchan Groupe в 2010 году

Совокупная численность персонала сети в 2021 году составляла 164 180 человек. Операционная прибыль корпорации за 2021 год составила 736 млн евро, а чистая прибыль — 358 млн евро.

### Мир

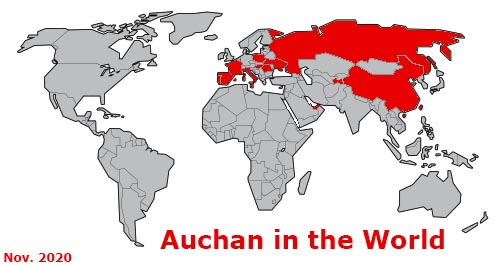
Страны, в которых есть Auchan, ноябрь 2020 года

По состоянию на конец 2023 года действовало 2354 магазина Auchan, включая 278 франчайзинговых магазинов. Кроме этого, имелась 10-процетная доля в тунисской сети Magasin général.
| Страна      | Первый магазин | Гипермаркеты | Супермаркеты | Магазины у дома | Цифровые точки продаж | Всего магазинов |
| ----------- | -------------- | ------------ | ------------ | --------------- | --------------------- | --------------- |
| Франция     | 1961           | 135          | 275          | 32              | 243                   | 685             |
| Испания     | 1981           | 79           | 293          | 158             | -                     | 531             |
| Португалия  | 1996           | 31           | 21           | 47              | 35                    | 134             |
| Люксембург  | 1996           | 3            | 0            | 16              | 4                     | 23              |
| Польша      | 1996           | 72           | 30           | 80              | 0                     | 182             |
| Венгрия     | 1998           | 19           | 5            | 1               | 5                     | 30              |
| Румыния     | 2006           | 33           | 8            | 397             | 1                     | 439             |
| Украина     | 2008           | 19           | 4            | 16              | 1                     | 40              |
| Россия      | 2002           | 94           | 138          | 0               | 0                     | 232             |
| Сенегал     | 2014           | 1            | 27           | 13              | 1                     | 42              |
| Кот-д’Ивуар | 2022           | 0            | 8            | 8               | 0                     | 16              |
| Всего       |                | 486          | 811          | 768             | 290                   | 2354            |

### Покинутые страны: Китай, Италия
В Китае Auchan вёл деятельность через дочернее предприятие Sun Art Retail Group, созданное совместно с организацией RT-Mart. Первый магазин был открыт 18 июля 1999 года в Шанхае, и к моменту ухода сеть насчитывала 484 гипермаркета со 150 тысячами сотрудников. В октябре 2020 года Auchan продал свою компанию Alibaba Group и покинул рынок страны.
В Италии Auchan вёл деятельность с 1989 года, в июле 2020 года WRM Group и Conad подписали соглашение о приобретении бизнеса Auchan в Италии, компания ушла с итальянского рынка.

### Россия

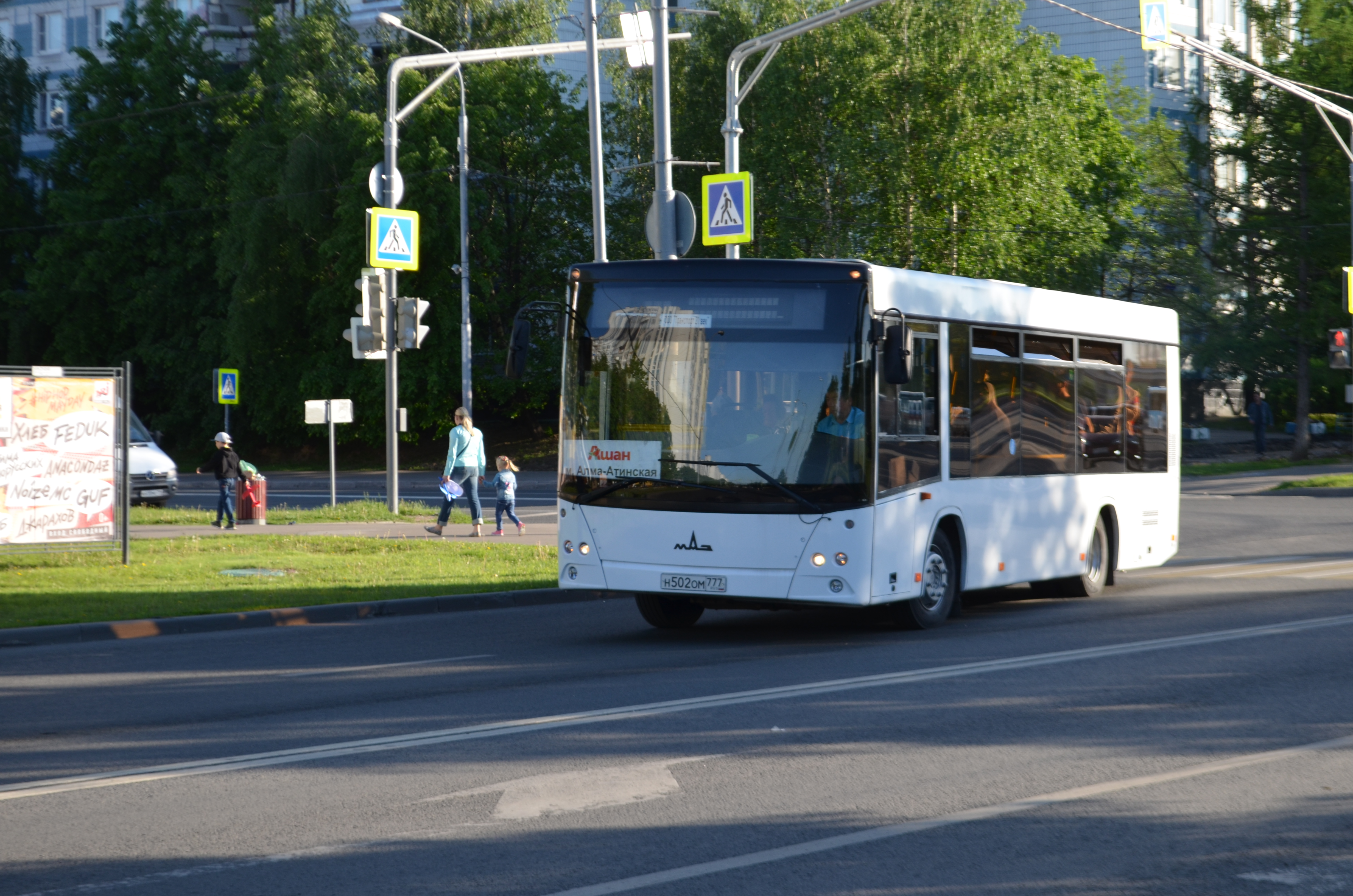
МАЗ-206.085 на маршруте «Ашан Братеево» —, май 2019 года

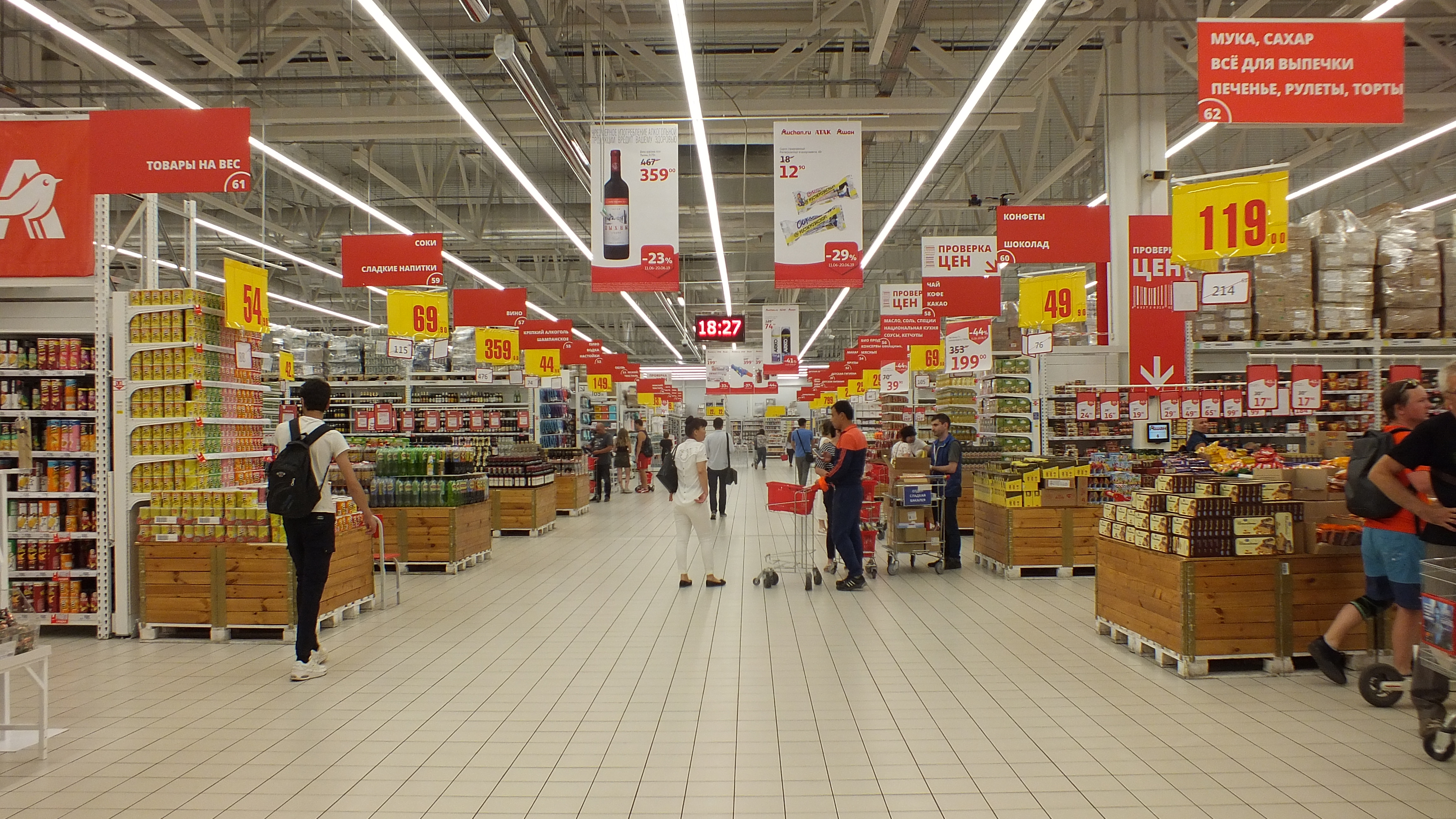
Интерьер «Ашана», расположенного в ТЦ на Пролетарском проспекте в Москве, 2019 год

В России развитием и деятельностью сети занимается «Ашан Ритейл Россия», в активе которой на декабрь 2021 года был 231 магазин: 95 гипермаркетов и 136 супермаркетов. Президентом российского отделения Auchan с 10 декабря 2021 года является Одиль Молль, а генеральным директором с 1 февраля 2021 года — Иван Мартинович.
Первый гипермаркет «Ашан» в России был открыт 28 августа 2002 года в городе Мытищи Московской области. В декабре 2007 года «Ашан» заключил договор с турецкой компанией Enka о передаче гипермаркетов сети «Рамстор», согласно которому «Ашан» приобрёл в собственность один гипермаркет, а на 13 магазинов получил долгосрочные права аренды. После сделки был проведён ребрендинг, в результате которого магазины из «Рамстор» были переименованы в «Ашан Сити». 20 мая 2009 года был открыт гипермаркет нового формата «Ашан Сад», специализирующийся на товарах для сада, декорирования и на товарах для животных.
В декабре 2009 года «Ашан» реализовал в России новый проект — гипермаркет «Радуга» в формате жёсткого дискаунтера с полным отсутствием кассиров, вместо которых были внедрены автоматические терминалы самообслуживания, тем не менее, в 2017 году компания решила совершить ребрендинг данного формата существовавших на тот момент 11 магазинов.
В декабре 2012 года «Ашан» купил у Metro Group часть сети розничной торговли Real в России, Украине, Польше и Румынии, в результате сделки в России 14 объектов были переформатированы в гипермаркеты Auchan и ещё два объекта — в магазины «Ашан Сити». В конце 2015 года российские сети «Ашан» и «Атак» слились в единую новую структуру «Ашан Ритейл Россия», что сопровождалось ребрендингом магазинов «Атак» в «Ашан Супермаркет» и сменой в них ассортимента с упором на овощи, фрукты и свежую выпечку, а также переименованием четырёх московских магазинов формата «у дома» «В шаге от вас» в «Мой Ашан».
В августе 2016 года «Ашан Ритейл Россия» открыл первый в России магазин косметики Lillapois в формате дрогери, однако в январе 2019 года компания отказалась от развития в России сети данного формата из-за желания сосредоточиться на основном формате. В ноябре 2021 года «Ашан» подписал договор о стратегическом партнёрстве со СберМаркетом в области e-commerce и онлайн-доставки до 2028 года, в котором обозначено намерение о том, что с 2022 года оба участника сделки направят усилия на доставку из дарксторов, а также на доставку и программы лояльности для B2B-клиентов.
В 2022 году компания продолжила работу в России, несмотря на бойкот в связи со вторжением России на Украину (см. ниже).
В 2023 году Auchan планирует открыть новый магазин «Мой Ашан» в России с ассортиментом из около 900 наименований, 90 % из которых составят продукты питания под собственными брендами.
В середине апреля 2024 года дочерняя компания сети «Ашан» продала свой бизнес в России, завершив сделку по выходу из своих активов. Новым собственником компании стала компания «Торговые галереи»

### Украина
6 марта 2007 года было официально объявлено об открытии представительства «Ашан» на Украине. Генеральный директор «Ашан Украина» — Жерар Галле. Открытие первого гипермаркета состоялось 29 марта 2008 года в Киеве, второго — 12 декабря 2008 года в Донецке.
25 августа 2009 года компанией «Ашан» был подписан договор об аренде на 20 лет торговых площадей в Киеве, Кривом Роге, Запорожье, и Симферополе (последний Российская Федерация контролирует с 2014 года), освободившихся после ухода с рынка украинского подразделения российской сети гипермаркетов «О’Кей». Все четыре гипермаркета открылись до конца 2009 года. Таким образом, к началу 2010 года число магазинов сети на Украине доросло до семи. Специалисты прогнозировали, что это позволит сети минимум втрое укрепить свои позиции на украинском рынке.
20 июня 2017 года объявлено о покупке компанией «Ашан Украина» сети гипермаркетов «Караван», в результате чего «Ашан» расширит свое представительство в Киеве и появится в Харькове, Днепре, Житомире и Черновцах.

## Происшествия
18 февраля 2016 года в Москве более 20 тысяч человек было эвакуировано из магазинов торговой сети после анонимных звонков о находящихся в магазинах взрывных устройствах.

## Критика компании
24 апреля 2013 года в Саваре (Бангладеш) произошло обрушение восьмиэтажного здания швейной фабрики Rana Plaza, вызвавшее смерть 1134 человек и ранения свыше 5000 человек. Здание включало в себя несколько отдельных магазинов, банк и швейных фабрик, обеспечивавших работой 5000 человек и производящих одежду для таких брендов, как Benetton Group, Joe Fresh, The Children’s Place, Primark, Monsoon и DressBarn. Из 29 компаний, использовавших продукцию фабрик, только 9 компаний участвовали во встречах в ноябре 2013 года, в ходе которых согласовывались компенсации пострадавшим. Несколько компаний, в числе которых были Auchan, Walmart, Carrefour, Mango и Kik, отказались присоединяться к соглашению.
Начиная с февраля 2022 года, из-за российского вторжения в Украину многие международные компании в знак протеста против военных действий приостановили деятельность в России, но часть компаний продолжила вести свою деятельность, в том числе Auchan. В ответ на продолжение деятельности компании 27 марта 2022 года министр иностранных дел Украины Дмитрий Кулеба раскритиковал данное решение и призвал к бойкоту компании.
Вскоре после начала войны российское подразделение компании организовало поставку товаров для войск России, аргументируя их «гуманитарной помощью». Кроме того, «Ашан» помогал военкоматам набирать мобилизованных из числа своих сотрудников путём передачи их данных в военкоматы; отмечается, что на рабочем месте сотрудникам вручали повестки и предлагали уволиться. В связи с этим украинское Национальное агентство по предотвращению коррупции внесло компанию в число международных спонсоров войны .

## Галерея

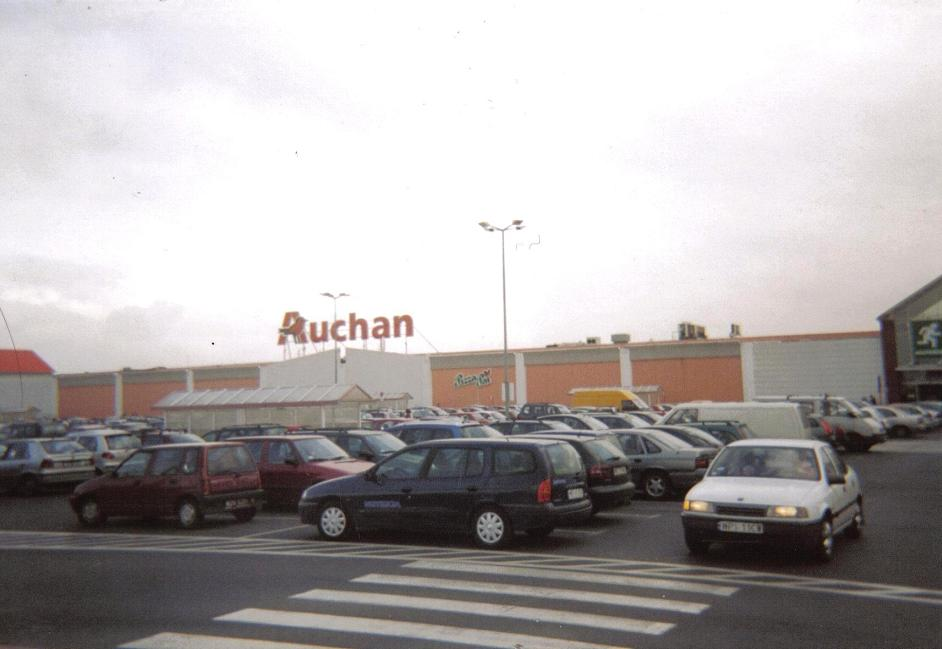
Гипермаркет Auchan в Варшаве (Польша)
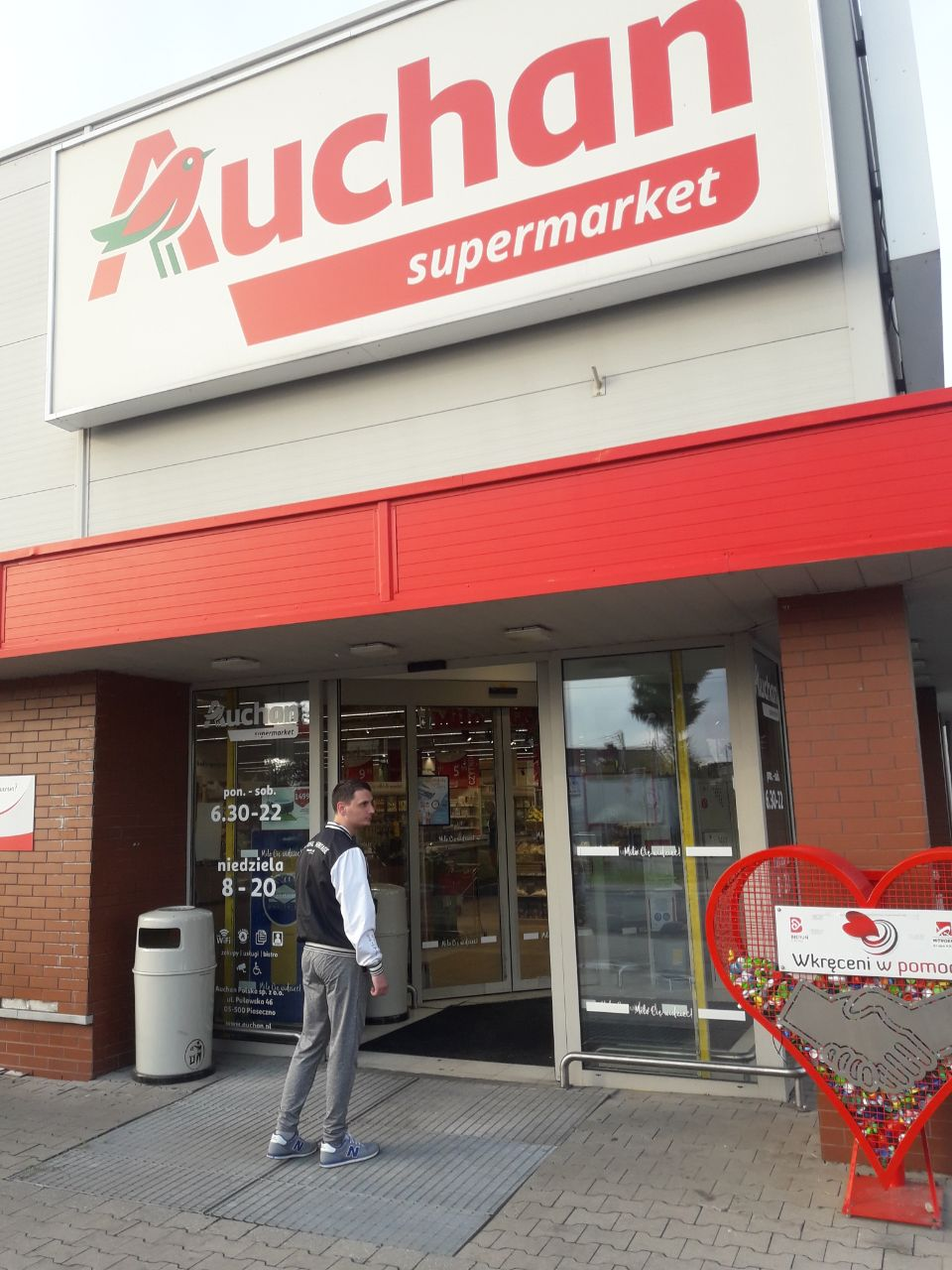
Гипермаркет в г. Берунь, Польша
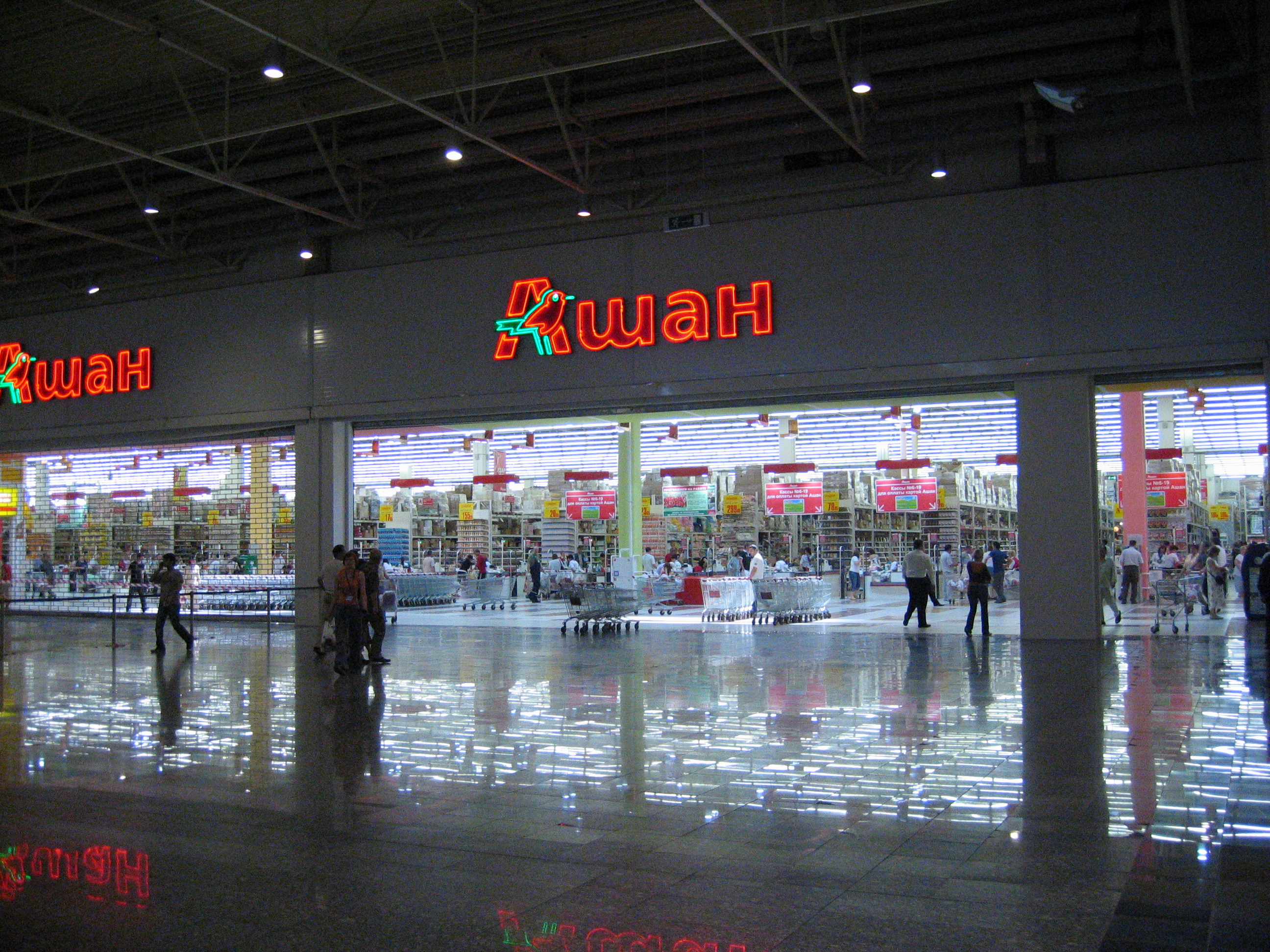
Auchan в торговом комплексе «Мега» (Москва)
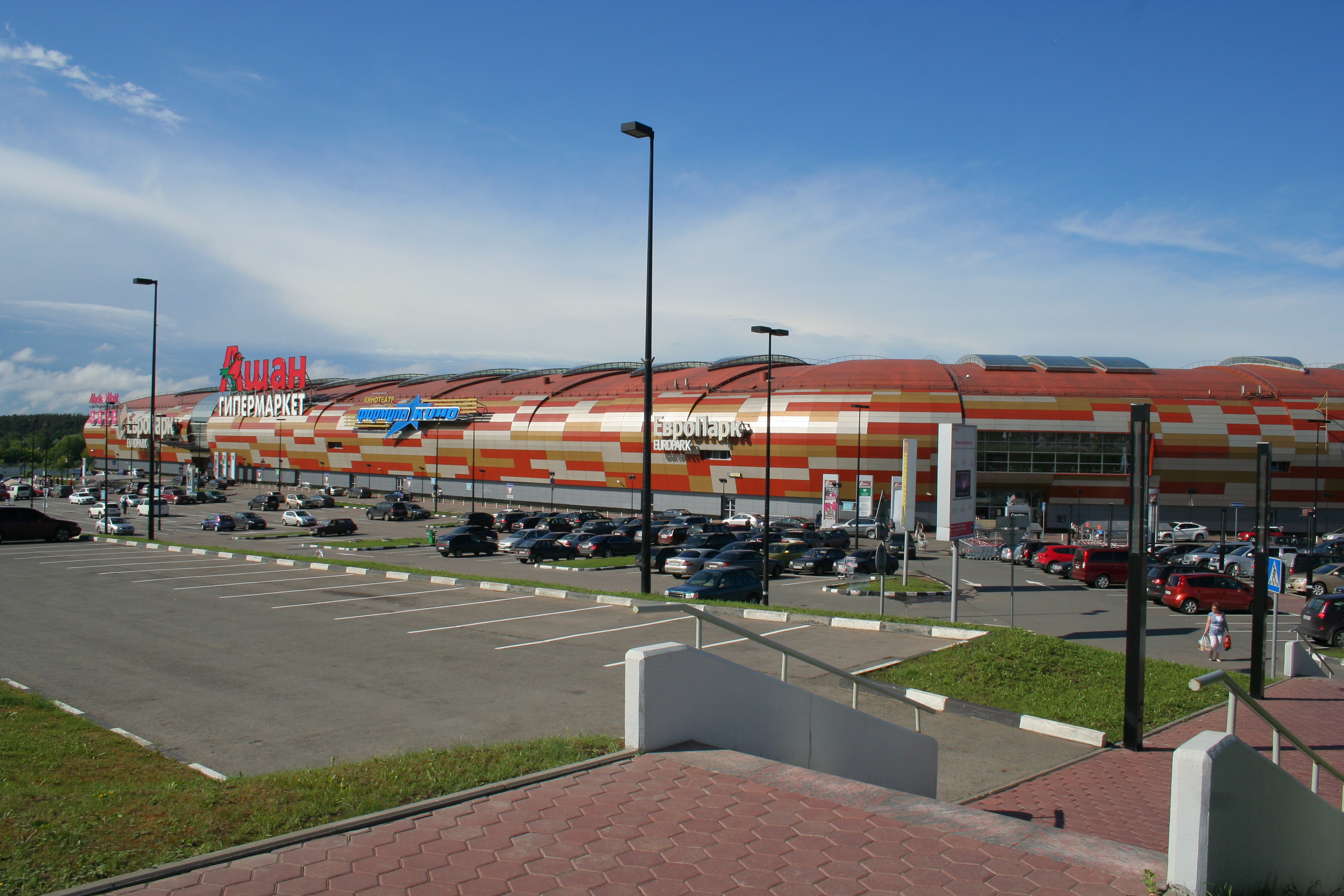
Ашан-Рублёво в Москве
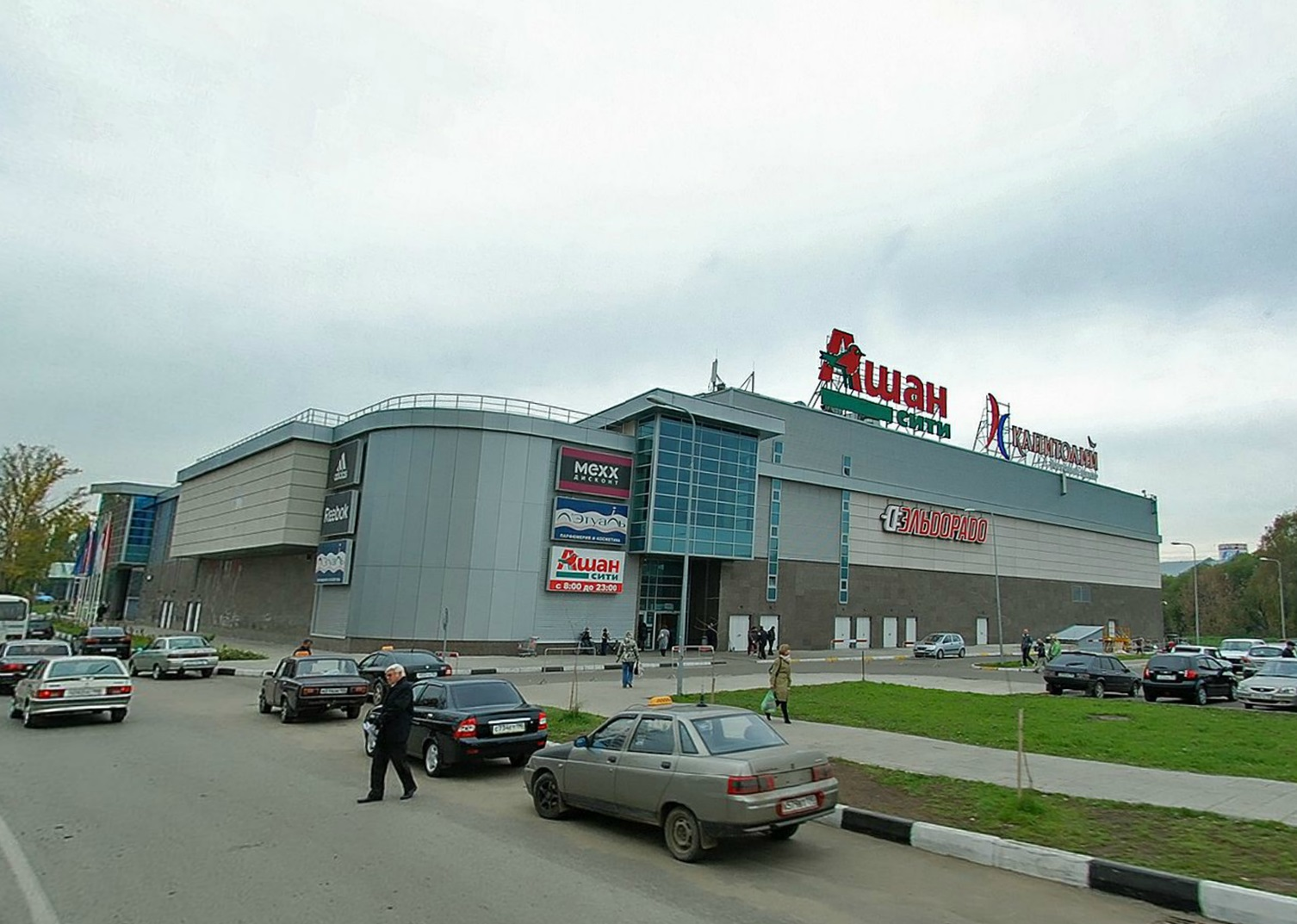
Ашан-Сити в Орехове-Зуеве
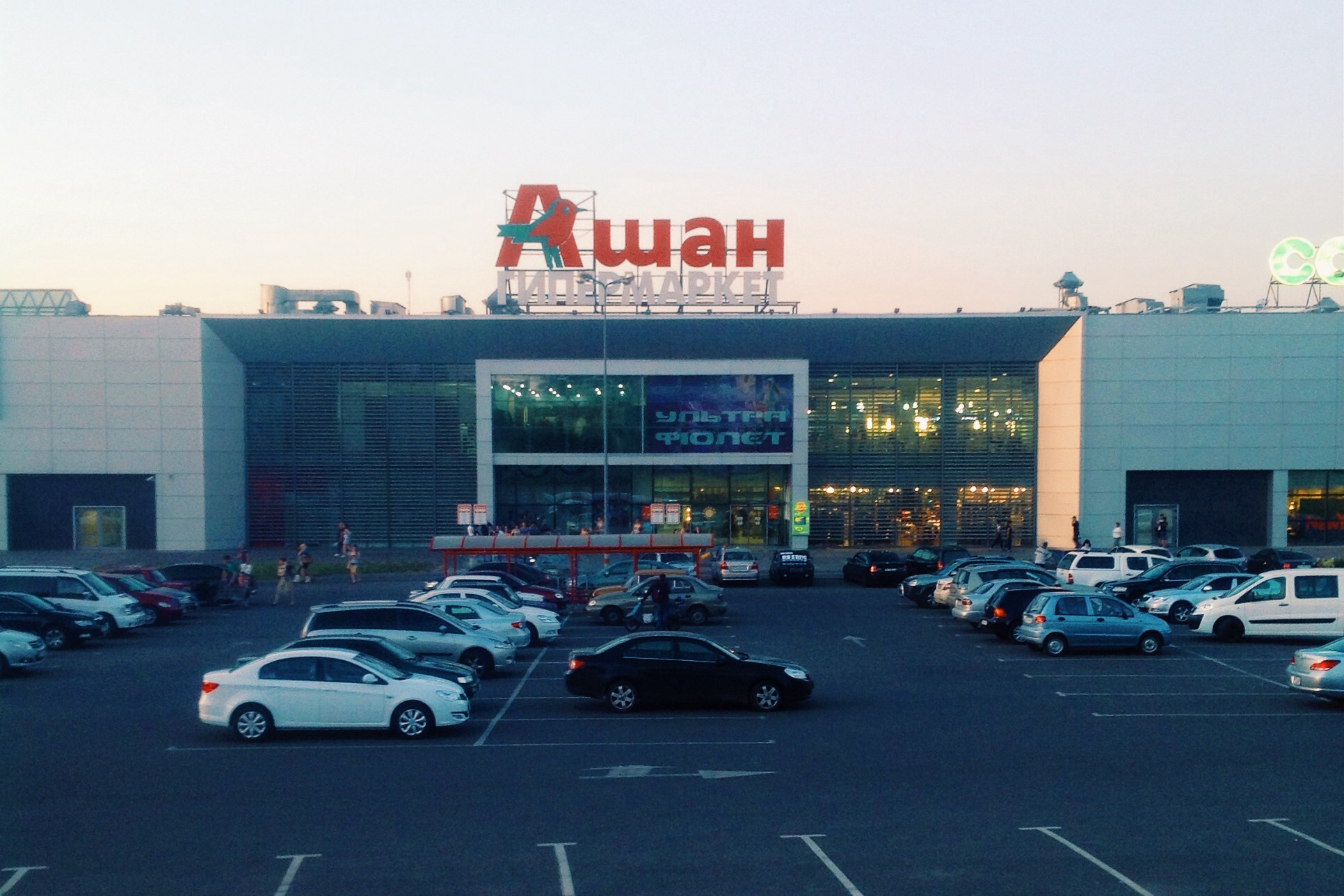
Ашан в Кривом Роге (Украина)
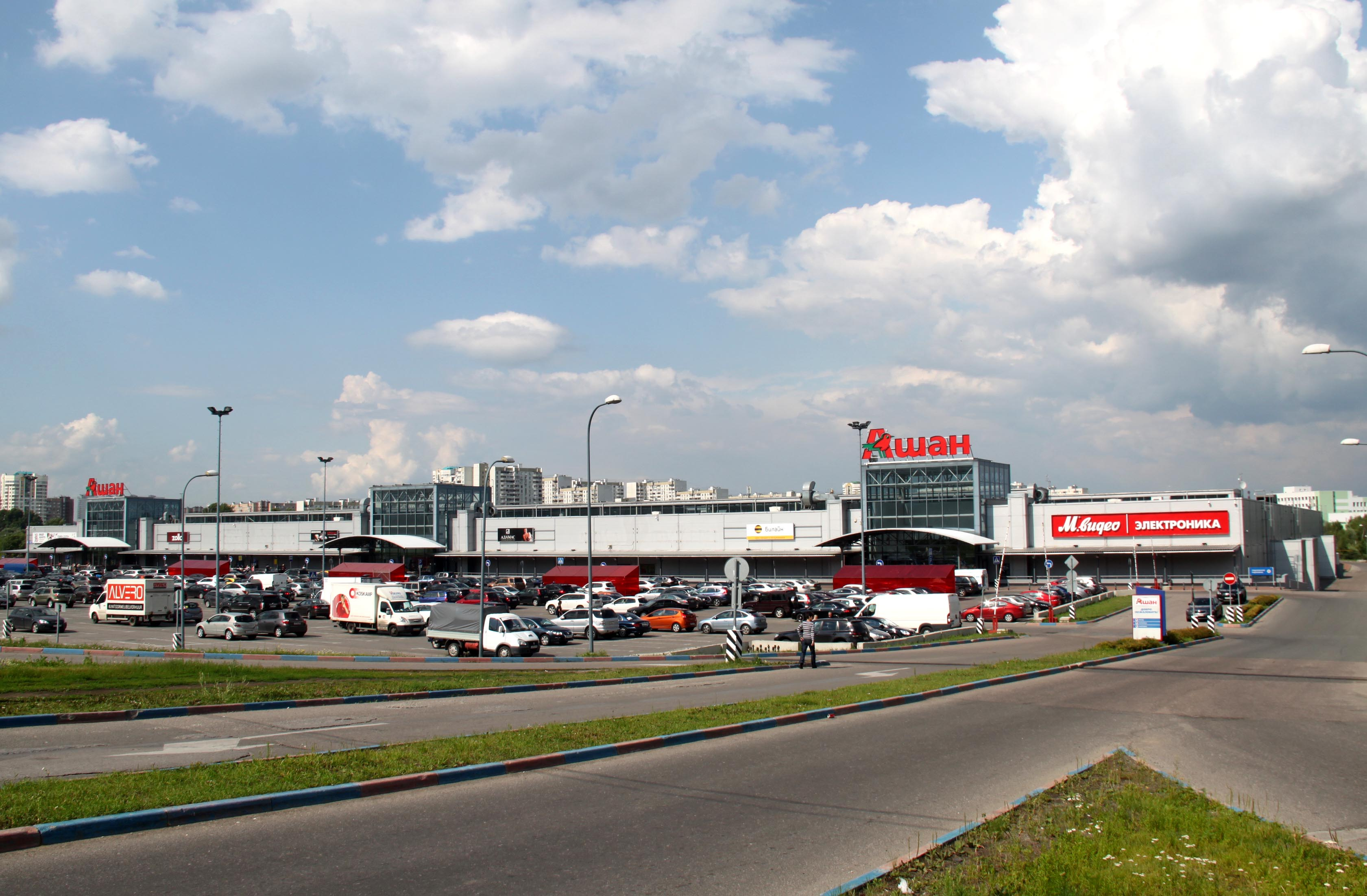
Ашан в районе Братеево (Бесединское шоссе)
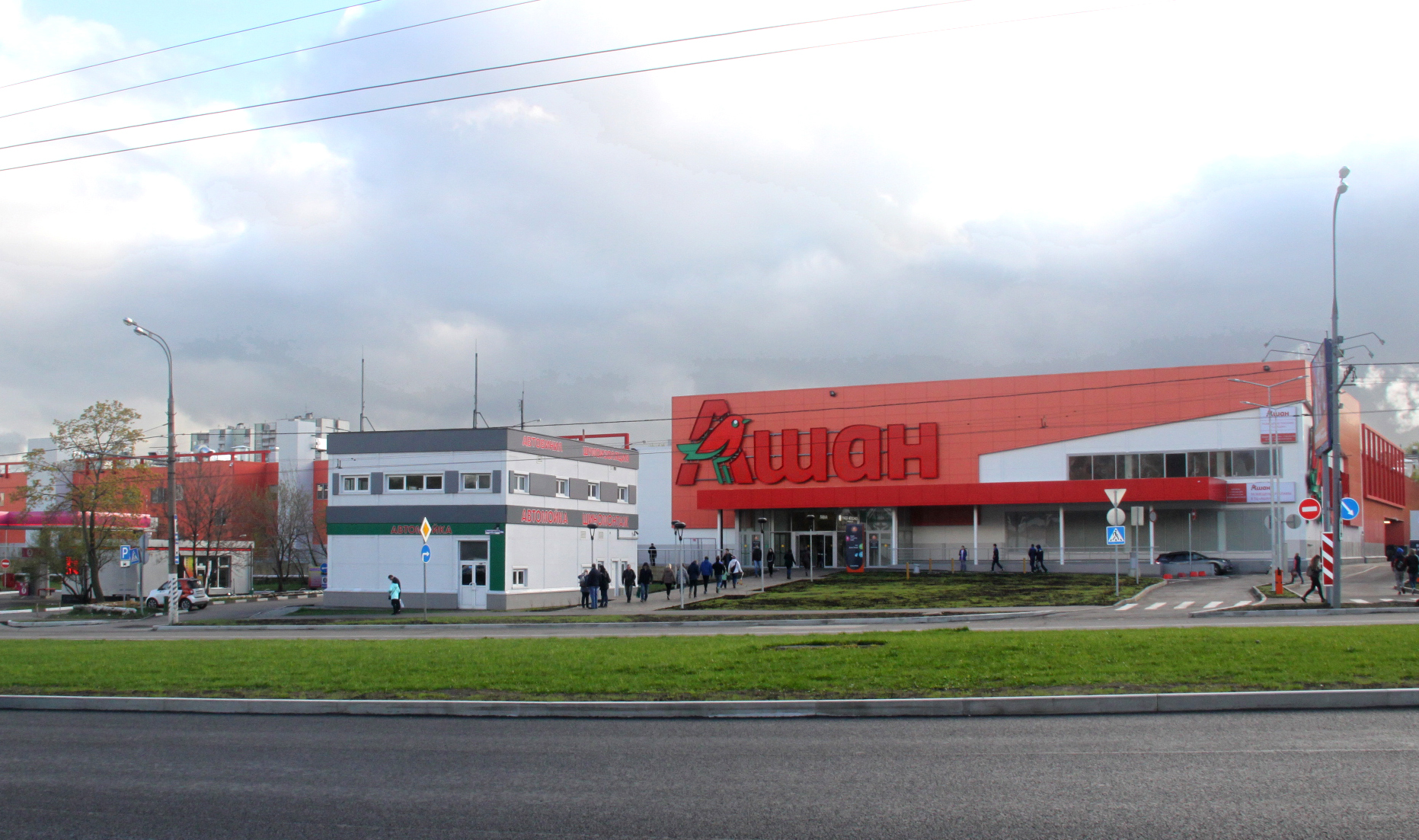
Ашан Пролетарский (Пролетарский проспект)
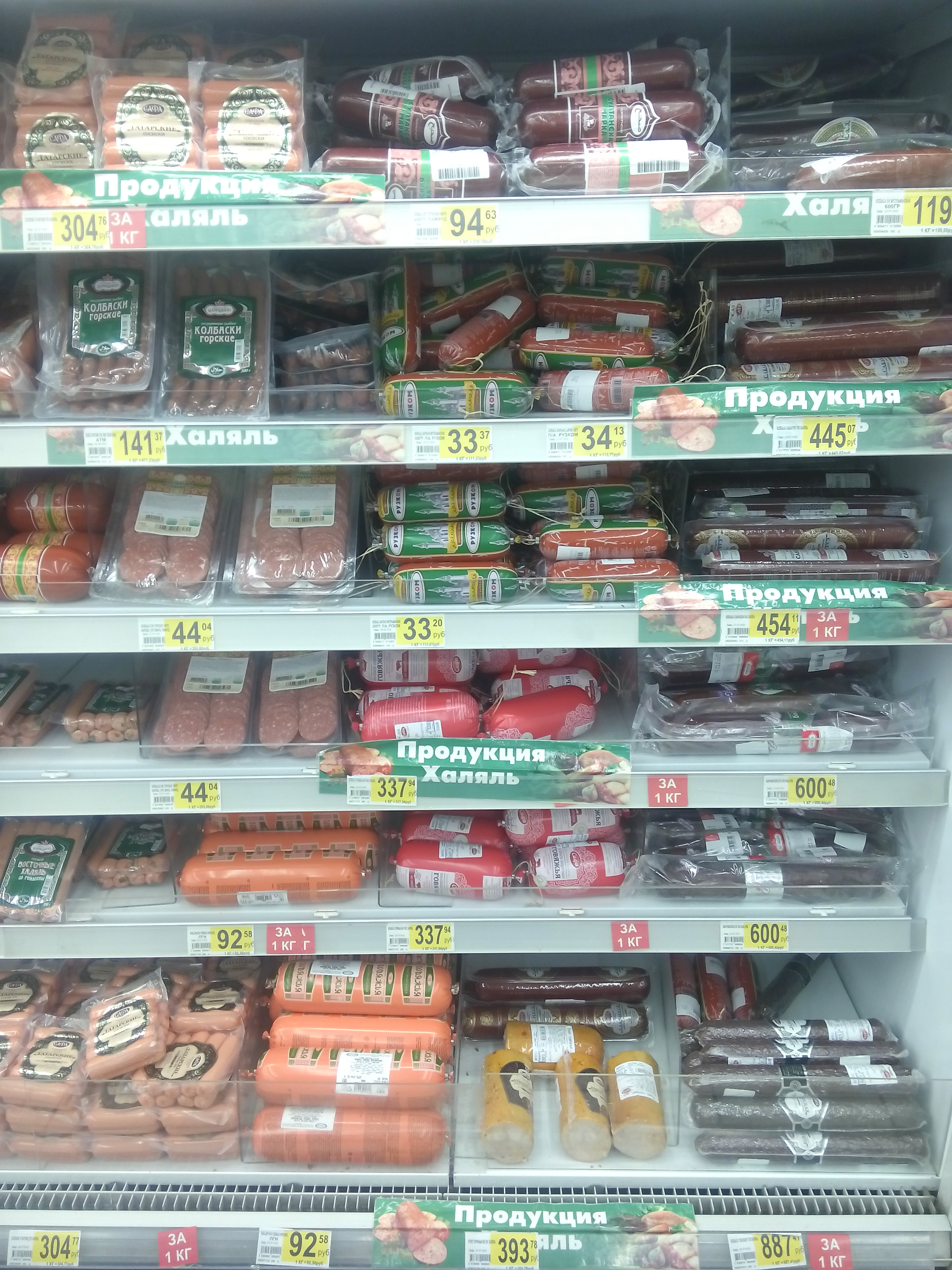
Халяльный отдел в Ашане в России
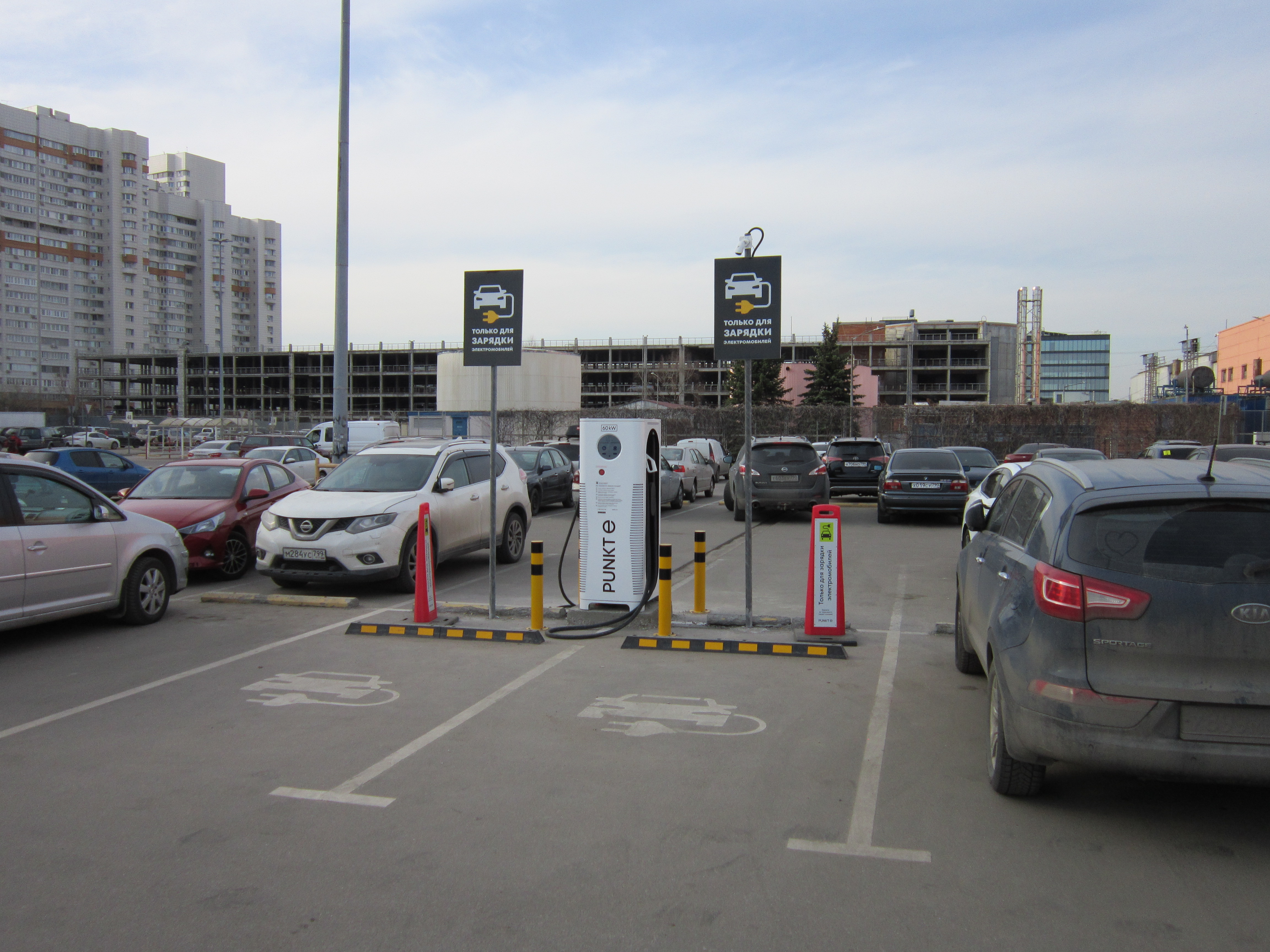
Зарядки для электромобилей на территории гипермаркета «Ашан-Марфино», Марфино, Одинцовский район Московской области. Апрель 2023 года
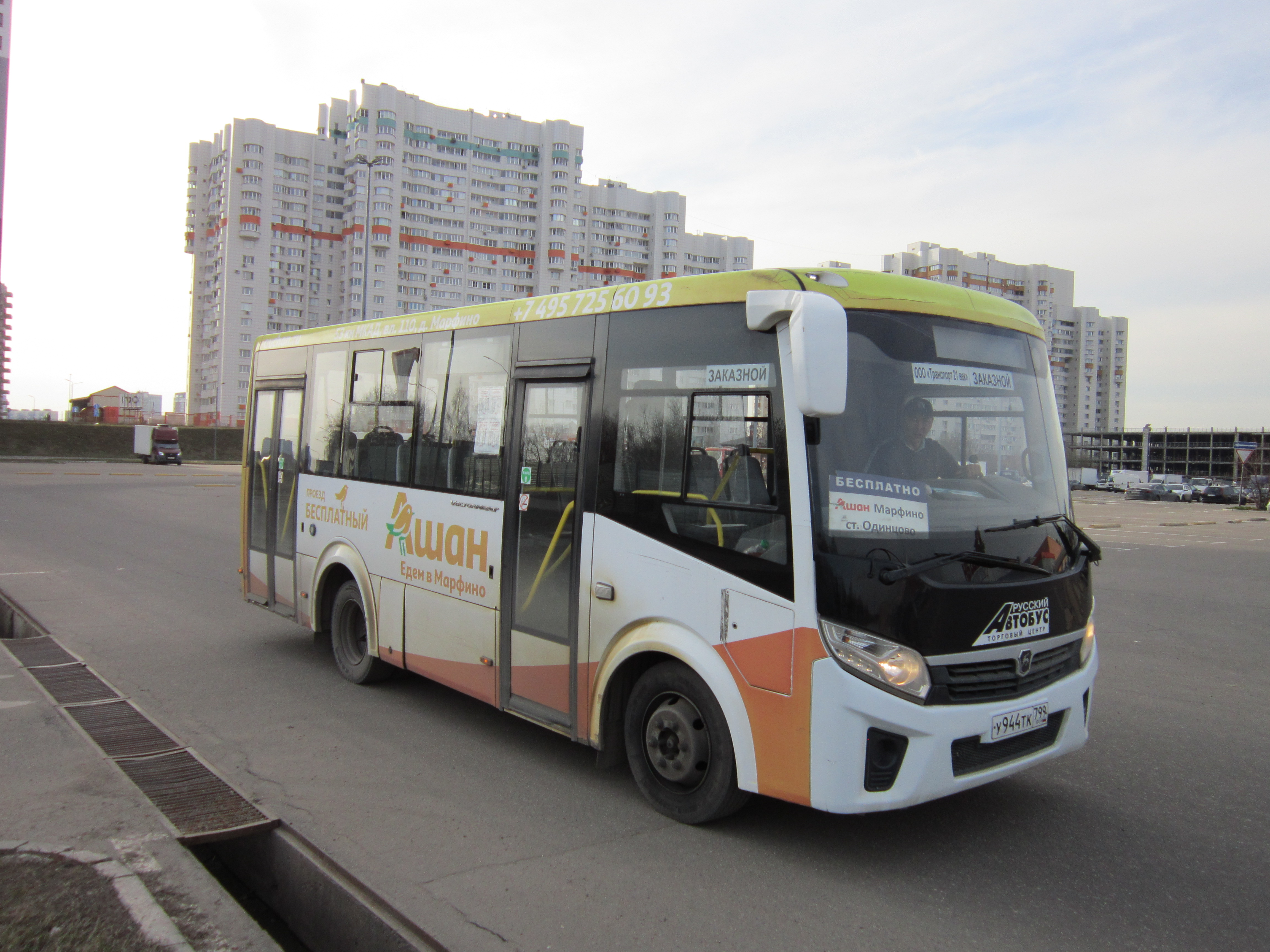
ПАЗ-320435-04 «Vector Next»  на территории «Ашан-Марфино», Марфино, Одинцовский район Московской области. Апрель 2023 года
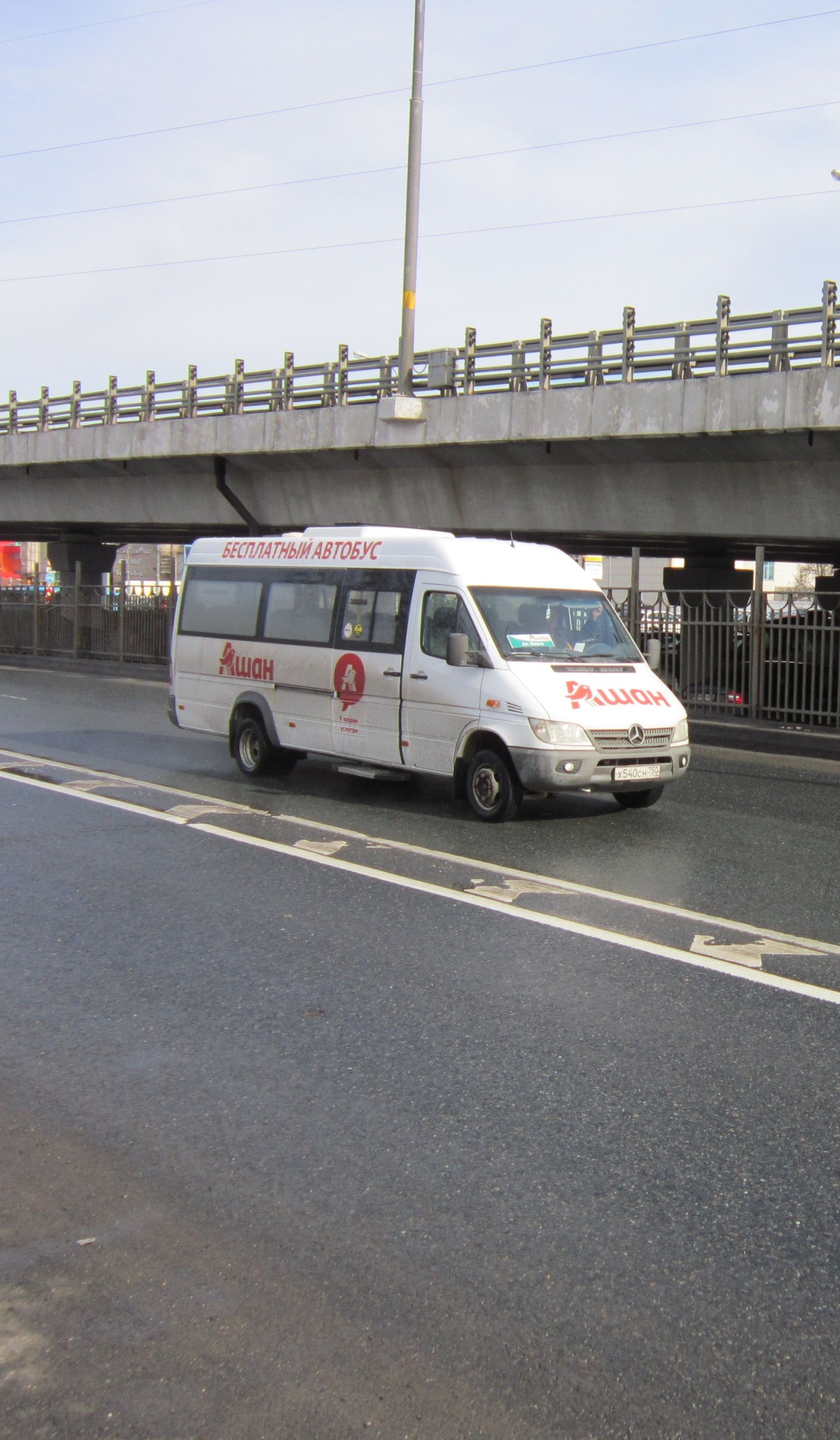
Луидор-223237 (MB Sprinter Classic) на маршруте «Улица Академика Варги — Ашан-Коммунарка», март 2023 года